# Ehrenfriedhof (Heilbronn)

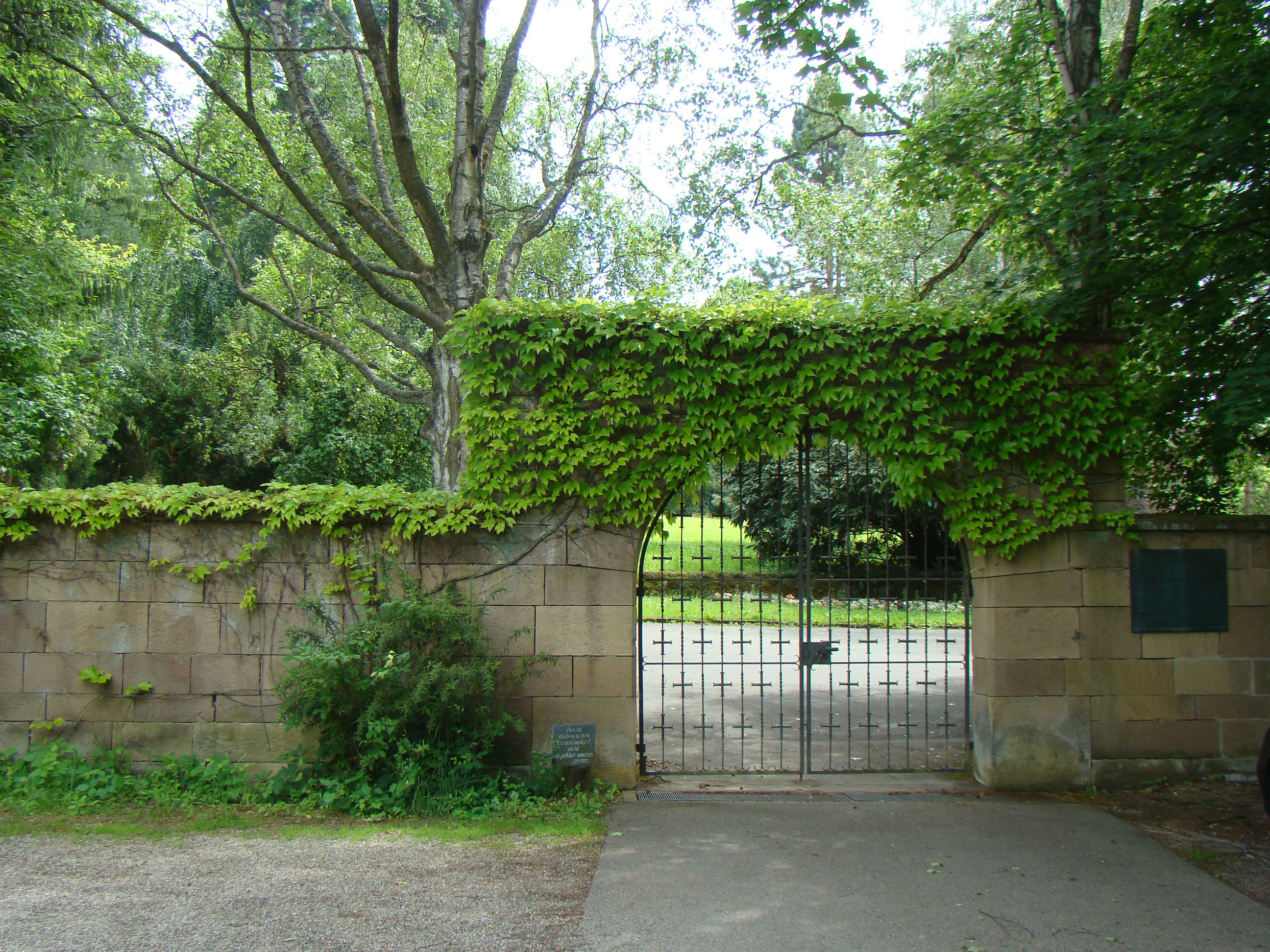
Eingang zum Ehrenfriedhof in Heilbronn

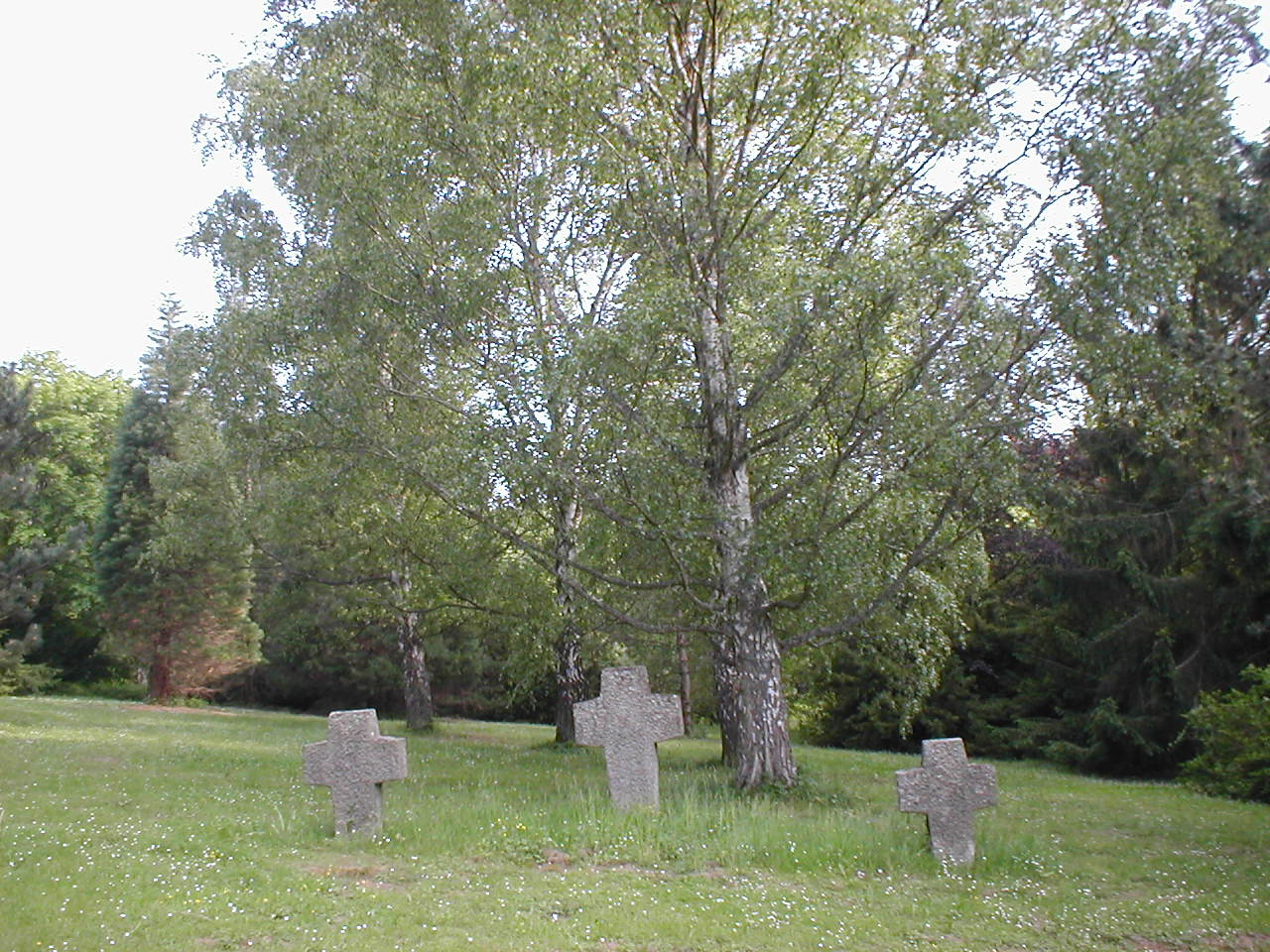
Steinkreuze über einem der Sammelgräber

Der Ehrenfriedhof im Gebiet der kreisfreien Stadt Heilbronn in Baden-Württemberg ist eine Grabanlage für 4985 der insgesamt rund 6500 Opfer des Luftangriffs auf Heilbronn am 4. Dezember 1944.

## Geographische Lage
Der Ehrenfriedhof liegt etwa 3 km ostsüdöstlich der Heilbronner Innenstadt am Pfühlbach im stadtnahen und bewaldeten Köpfertal mit dem gleichnamigen Naturschutzgebiet.

## Geschichte und Beschreibung
Die 120 Ar große Anlage wurde Anfang Dezember 1944 als Massengrab angelegt, nachdem sich der weitgehend unbeschädigte Heilbronner Hauptfriedhof sowie ein an den Friedhof angrenzendes Gelände als viel zu klein zur Beisetzung der Opfer erwiesen hatten. Der Ehrenfriedhof besteht aus zehn Massengrabfeldern, von denen sieben belegt sind. Die große, 1947/1948 von Karl Elsässer gestaltete Anlage ist parkähnlich und sehr schlicht gehalten. Auf dem Gelände befinden sich neben einem großen Metallkreuz ein paar symbolische Steinkreuze inmitten alten Baumbestandes.
Im Eingangsbereich befindet sich eine um 1920 entstandene, lebensgroße bronzene Pietà des Stuttgarter Akademiedirektors Robert Poetzelberger, die sich ursprünglich auf dem Familiengrab der Stifterfamilie Hagenbucher auf dem Hauptfriedhof befand und 1953 auf den Ehrenfriedhof gebracht wurde.
Jährlich findet auf dem Ehrenfriedhof am Jahrestag des Luftangriffs auf Heilbronn eine Gedenkfeier statt.